# Агнес Скинер
Агнес Скинер (енгл. Agnes Skinner) је измишљени лик из анимиране ТВ серије Симпсонови, глас јој позајмљује Трес Макнил. Агнес Скинер је мајка Симора Скинера који је директор основне школу у Спрингфилду и живи заједно са њим.